# Il caso del boulevard Beaumarchais
Il caso del boulevard Beaumarchais (titolo originale in francese L'affaire du boulevard Beaumarchais, pubblicato in italiano anche con il titolio Il caso di boulevard Beaumarchais) è un racconto dello scrittore belga Georges Simenon con protagonista il personaggio del commissario Maigret.
Il racconto fu scritto a Neuilly-sur-Seine, nell'ottobre del 1936.

## Trama
Louise Voivin, originaria di Orléans, viene trovata avvelenata nel suo appartamento di boulevard Beaumarchais, dove abitava con il marito Ferdinand, commerciante in preziosi, e con la propria sorella Nicole Lamure, di 18 anni. I due sono sposati da 8 anni, quando la sorella di lei aveva 10 anni. Il veleno, nascosto in un barattolo di bicarbonato di sodio è il digitalis, che agisce sul cuore. Sia la sorella che il marito negano di essere responsabili, ma Maigret fa ammettere loro che erano amanti, poi scopre che anche Louise sapeva tutto e comunicava con la sorella solo tramite bigliettini; lui dormiva da solo sul divano e la donna ora morta spiava di nascosto i loro incontri. Il commissario scopre anche che Ferdinand, durante un viaggio ad Anversa o ad Amsterdam, aveva comprato il veleno sperando con quello di uccidere entrambe le donne e se stesso, stanco dello stile di vita a cui era costretto. Lo stava però usando a piccole dosi, senza riuscirci. Sua moglie, invece, una volta che aveva mal di stomaco e ne aveva preso in abbondanza, si è uccisa senza volerlo.

## Edizioni
In francese fu pubblicato per la prima volta su "Paris-Soir-Dimanche" (supplément), n° 44 e n° 45, rispettivamente del 24 ottobre e 1º novembre 1936, poi in volume nel 1944 nella raccolta Les nouvelles enquêtes de Maigret, presso Gallimard, seconda di 9 inchieste della prima serie.
In italiano il racconto è edito per la prima volta da Mondadori nel 1954, in due puntate nella collana “I Capolavori Dei Gialli Mondadori” (nn° 1 e 2); poi nel 1962 nella raccolta Maigret in Rue Pigalle, traduzione di Elena Cantini, collana “Romanzi di Simenon” (n° 185) e nel 1968 nella stessa raccolta ma in due volumi della collana “Le inchieste del commissario Maigret” (n° 53); quindi dal 1973 nella collana "Oscar" (n° 476). È stato poi incluso nel 2012 nella raccolta Rue Pigalle e altri racconti, nella traduzione di Annamaria Carenzi Vailly per Adelphi (parte della collana "gli Adelphi", al n° 424).

## Film e televisione
Non risultano adattamenti sugli schermi del racconto.